# Karine von Rumohr
Karine von Rumohr (* 1977 in Freiburg) ist eine deutsche Schriftstellerin mit Schwerpunkt im Gartenwesen, Mediatorin und Priörin des Adeligen Klosters Uetersen.

## Leben
Karine von Rumohr aus dem Hause Drült stammt aus dem schleswig-holsteinischen Uradels-Geschlecht von Rumohr. Sie wurde in Freiburg als Tochter des Gutsbesitzers Cai Asmus von Rumohr und dessen Ehefrau Aglaja (geb. von Stein) geboren. Aufgewachsen in Südbaden und im schleswig-holsteinischen Kappeln, absolvierte sie nach dem Abitur eine Gärtnerlehre. Anschließend studierte sie in München, Freiburg, Stockholm und Wien. Ihre Magisterprüfung legte sie in den Fächern Skandinavistik, Germanistik, allgemeine Linguistik, Romanistik sowie Geschichte ab.
Karine von Rumohr ist als freiberufliche Redakteurin und Buchautorin (u. a. Blumenfrauen und ihre außergewöhnlichen Gärten) tätig. Von 2009 bis 2013 war sie neben ihrer Mutter Mitglied der Geschäftsleitung der Staudengärtnerei „Gräfin von Zeppelin“ in Laufen, die ihre Großmutter, Helene von Stein-Zeppelin, die „Iris-Gräfin“, 1926 gegründet hatte. Nicht zuletzt aufgrund eigener Erfahrungen hat sie sich zur Mediatorin ausbilden lassen und ist insbesondere im Bereich der Betriebsübernahmen in Familienunternehmen tätig.
Von 2005 bis 2016 amtierte sie als 44. Priörin des Klosters Uetersen. Sie folgte Asta von Bethmann-Hollweg, die das Kloster von 1987 bis 2004 geleitet hatte.
Im Jahre 2016 heiratete sie Matthias Stüdemann von Ehrenstein.

## Werke
- Männer und ihre außergewöhnlichen Gärten, Christian, München 2011
- Blumen-Frauen und ihre außergewöhnlichen Gärten, Christian, München 2011
- Asiatische Küche – leicht und raffiniert, Ley Huynh (Autor), Mikkel Vang (Illustrator), Karine von Rumohr (Übersetzer), Verlag Dorling Kindersley, 2005, ISBN 978-3831008025
- Ich, Josefin, und meine beste Freundin, Johan Unenge (Autor), Päivi Unenge (Illustrator), Karine von Rumohr (Übersetzer), Verlag Oetinger; 2007, ISBN 978-3789149030